# Олександр Ольшанецький
Олександр (Єгошуа) Ольшанецький (нар. 23 жовтня 1892, Одеса, Російська імперія — пом. 3 червня 1946, Нью-Йорк, США) — американський композитор і диригент єврейсько-українського походження, відомий діяч їдишмовного театрального мистецтва першої половини ХХ ст..

## Життєпис
Народився Єгошуа Ольшанецький (а саме таким є справжнє ім'я музиканта) в сім'ї одеського торговця. Він отримав класичну релігійну освіту в хедері й сучасну західну освіту в гімназії.
Ще змалку Ольшанецький співав у хорі синагоги й грав на скрипці та кількох інших музичних інструментах. 1917-го року музикант був прийнятим скрипалем до оркестру Одеського оперного театру, разом із яким в роки Громадянської війни в Росії опинився в Сибіру. Працював хормейстером у театрі російської оперети. Був мобілізований і служив капельмейстером полку, разом із яким опинився згодом у Харбіні. У цьому маньчжурському місті він познайомився з єврейською театральною трупою, очолюваною Перецом Сандлером. Згодом останній емігрує до США й Ольшанецький бере трупу під своє керівництво. У Харбіні він також пише музику до п'єси Їцхака Каплана «Назад додому до Сіону». Проїхавши з гастролями російської оперетової трупи Китай, Японію, Індію, 1921-го року він повертається до Харбіна, щоб із сумом переконатися в тому, що єврейська трупа остаточно розпалася.
1922-го року Ольшанецький емігрує до США, де вже жив його дядько-актор Гайман Мейзель. Там він деякий час співпрацює з Єврейським художнім театром (Yiddish Art Theater), зокрема під час гастролей на Кубі, на яких він очолював театральну трупу. Повернувшись до Нью-Йорка, він працював у двох єврейських театрах — Леноксі в Гарлемі та Ліберті в Брукліні, аж поки не отримав «підвищення», перейшовши на роботу в більш престижний Національний театр.
1929-го року, після гучного успіху своїх оперет, він дебютує на радіо із переробленою версією власної музики до класичного твору Аврума Ґольдфадена «Бар Кохба». Тоді ж він очолює студійний оркестр звукозаписувальної студії Брансвік.
У сезоні 1930—1931 для театру Проспект написав музику до вистав і оперет «Я хочу дитину» (1930), «Його останній танець» (1930), «Хворий чоловік» (1931) і «Перший поцілунок» (1931) Ісраеля Розенберга. 1932-го для Національного театру (трупа Натана Ґольдберґа) написав музику до оперети «Пісня гетто» Вільяма Зіґеля. 1934-го для театру на 2-ій Авеню (трупа Давида Кесслера) написав музику до оперети «Катеринщик» Луї Фраймана, 1935-го — «Що роблять дівчата» Вільяма Зіґеля, а 1938-го вже для трупи Абе Гросса — музику до оперети «Хай живе Америка» Аврума Блума.
У 1939 написав музику для радіоспектаклю «Нова людина» за п'єсою Сем'юела Коена й Іцхока Фрідмана.
Його останні оперети були написані для Громадського театру (Public theatre) на лібрето Джулії Бернс (Бернштейн), яка працювала на єврейському радіо: «Золота країна» (1943) і «Всім хочеться одружитися» (1944).
Написав музику до двох кінофільмів: «Син кантора» (1937) режисера Іллі Мотильова й «Вільнюський кантор» (1940) режисера Макса Носика.
Був одружений з актрисою єврейського театру Беллою Мейзел.
Олександр Ольшанецький помер 3 червня 1946 року в Атла́нтік-Сіті і був похований на кладовищі «Гора Хеврон» у Квінсі на ділянці, що належить Єврейській театральній спілці.

## Іх гоб діх цу філ ліб
Найвідомішим музичним твором, який залишив по собі Олександр Ольшанецький є пісня «Я так тебе люблю» (איך האָב דיך צו פֿיל ליב — Іх гоб діх цу філ ліб) із його ж музичної комедії «Катеринщик» (Дер катерінщік). Прем'єра вистави, слова до пісень якої написав Хаїм Таубер відбулася під час театрального сезону 1933-34 років у театрі Девіда Кесслера на Другій авеню.
«Катеринщик» вперше ставився із зірковою добіркою акторів, серед яких були Джуліус Натансон, що дебютував тоді на сцені центрального театру, Енні Томашевська, сестра Бориса Томашевського та Люба Кадісон, завдяки якій ця пісня і з'явилася в постановці.

### Сюжет оперети
У центрі сюжету п'єси перебувають Ціреле, донька єврейської вдови-шинкарки з маленького містечка, й циган Абраша, —¬ катеринщик і злодюжка, який, тим не менше, приваблює своєю містичністю багатьох жінок, і батьки якого теж є катеринщиками з циганського табору, іншими словами, на думку городян, ¬ зневаженими «злодіями з нетрів суспільства». Ціреле й Абраша закохані одне в одного і збираються одружитися, попри сувору заборону матері. Рівке, матір Ціреле, натомість підготувала для доньки іншу пару — Піню, який своєю чергою йде до циганки-ворожки Маші, щоб та поворожила на майбутнє їхніх із Ціреле стосунків. Так сталося, що Маша палко закохана в Абрашу, з яким у неї колись були стосунки. Маша читає свою власну долю й, дізнавшись, що Абраша має одружитися з Ціреле, виливає свою душу в цій жалібній пісні, або «баладі про приречене кохання», як охрестили тоді критики «Іх гоб діх цу філ ліб». У ній Маша висловлює власне горе і водночас цілком щиро бажає Абраші щастя: «Я так тебе люблю, що не можу на тебе злитися» («…איך האָב דיך צו פֿיל ליב, צו זײַן ויף דיר אין כּעס» — «Іх гоб діх цу філ ліб, цу зайн ойф дір ін кас…»). У наступній строфі вона пропонує своє благословення замість традиційного циганського прокляття.
Коли Ціреле й Абраша вже майже стали під вінець без материної згоди, з іншого місця прибувають посланці, і повідомляють, що катеринщики — це не справжні батьки Абраші, і що він не циган, а єврей, якого викрали немовлям і виростили у своєму таборі цигани. Ба більше, Абраша має завидний єврейський родовід, оскільки він є внуком досі живого цадика й рабина, Макарівського ребе, чия власна донька — мама Абраші — одружилася з лікарем попри волю батька й потрапила у його немилість.
Тепер Абраша вимушений скоритися вимогам рабина й віддатися його волі, з тим, щоб йому було знайдено іншу більш відповідну пару. Зрештою Рівке й Макарівський ребе здаються, приходять на весілля, і благословляють подружжя, визнаючи, що воно було створене на небесах.

### Критика й визнання
Як часто буває у таких випадках, музика оперети була зустріта схвальними відгуками критиків, тоді, як сама п'єса була розгромлена за свою неправдоподібність і дірки в сюжеті. Музику ж назвали «класикою, яка б зайняла гідне місце на сцені Віденської оперети… діамантом єврейського театру». «Іх гоб діх цу філ ліб» хвалили за її винахідливість і форму, а Люба Кадісон отримала високу оцінку за «свої смак і стриманість, яких явно бракує іншим театрам на Другій авеню». До речі, саме завдяки Кадісон у п'єсі з'явилася ця пісня. Спочатку творці опрети хотіли, щоб її персонаж співала якусь «слізливу до банальності пісеньку», на що Люба відповіла незгодою. За її словами, вона наполягла на тому, щоб пісню переписали таким чином, щоб вона природно випливала з віщунських здібностей циганки Маші. Також вона стверджує, що її ідеєю була і сцена з ворожінням на картах та специфічний тон пісні, у якому поєднується вираження людського болю та усвідомлення любовних страждань, що триватимуть усе життя.
Протягом наступних років пісня, втративши зв'язок зі своїм театральним оперетовим контекстом, стала улюбленицею єврейських музичних колективів. 1940-го року була записана її англійська версія «I love you much too much» у виконанні Боба Зарке та Дельта Ритм Бенд, після чого пісня отримала визнання і в неїдишмовному світі. Подальші записи твору різняться стилями й аранжуваннями, зокрема від Джина Крупи, Елли Фітцджеральд, Яна Пірса (в оригіналі мовою їдиш), Конні Френсіс, Діна Мартіна та Фреда Ворінґа, а також групою «Сантана» на альбомі «Zebop!».